# Amblystegium pseudosubtile
Amblystegium pseudosubtile är en bladmossart som beskrevs av Lars Hedenäs 2003. Amblystegium pseudosubtile ingår i släktet Amblystegium och familjen Amblystegiaceae. Inga underarter finns listade i Catalogue of Life.